# ژان هفتم، امپراتور بیزانس

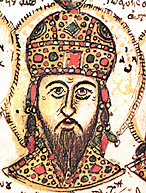
ژان هفتم (امپراتور بیزانس)

ژان هفتم پالایولوگوس یا یوانس هفتم پالایولوگوس(به یونانی: Ιωάννης Ζ' Παλαιολόγος, Iōannēs VII Palaiologos)(به لاتین: Ioannes VII Palaeologus) (زادهٔ پیرامون ۱۳۷۰ — درگذشتهٔ سپتامبر ۱۴۰۸) امپراتور بیزانس به مدت چند ماه در ۱۳۹۰، پس از گرفتن کنترل قسطنطنیه از پدربزرگش امپراتور ژان پنجم پالایولوگوس بود. او سپس از ۱۳۹۹ تا ۱۴۰۳ نایب‌السلطنتی مانوئل دوم، پسر و جانشین ژان پنجم را در مدتی که مانوئل برای درخواست کمک برای مقابله با حملات عثمانی به غرب رفته بود را برعهده داشت. در مدت غیبت او، ژان عهدنامه‌ای را با ترکان عثمانی به امضا رساند که امتیازاتی مذهبی و اقتصادی را به آنان واگذار می‌نمود. اما این عهدنامه پس از بازگشت مانوئل دوم مورد تأیید او قرار نگرفت و در عوض، ژان را به‌عنوان فرماندار به تسالونیکا فرستاد. ژان هفتم در همانجا در سپتامبر ۱۴۰۸ درگذشت.